# CX717
CX717 es un compuesto de ampakina creado por el Dr. Gary Lynch en la UCI en 1993 y desarrollada posteriormente por Cortex Pharmaceuticals, una compañía de Irvine creada para explorar las posibles aplicaciones. Este compuesto afecta al neurotransmisor glutamato, mejorando la memoria y el desempeño cognitivo.
En 2005, la Administración de Alimentos y Medicamentos (FDA) de los Estados Unidos aceptó la solicitud de Cortex Pharmaceuticals para un IND (Nuevo fármaco en etapa de investigación) para iniciar los ensayos clínicos en fase II en los Estados Unidos.
Además, en 2005, el Departamento de Defensa de los Estados Unidos financió un estudio sobrel el CX717 y los efectos fisiológicos de la somnolencia. El estudio encontró que los macacos rhesus presentaban un mejor y más rápido desempeño al administrárseles el fármaco.